# مع الاتجاه وعكس الاتجاه (نقل الإشارة)
```

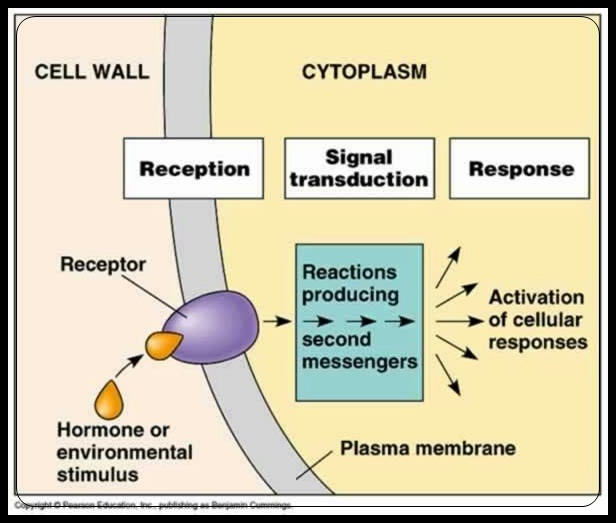
مخطط مبسط لنقل الإشارة يشمل عناصر المنبع (عكس الاتجاه) والمصب (مع الاتجاه).

عكس الاتجاه ومع الاتجاه
 
(
بالإنجليزية
: 
Upstream and downstream
)‏
 أو  
مع اتجاه المسار وعكس اتجاه المسار
  أو 
المنبع والمصب
 يشير إلى  الترتيب الزمني والآلي للأحداث الخلوية والجزيئية.
[
1
]
 على سبيل المثال في 
توصيل الإشارة
، يِؤثر 
الرسول الثانوي
 مع اتجاه المسار أي زمنيا بعد تنشيط مستقبلات غشاء الخلية. أما الجهة المقابلة، وهي تنشيط مستقبلات غشاء الخلية فتحدث عكس اتجاه المسار بالنسبة للرسول الثانوي أي زمنيا قبل تنشيطه. بعبارة أخرى يشير مفهوم مع الاتجاه وعكس الاتجاه إلى ترتيب 
جزيئات التأشير
 بالنسبة لجزيء يُتخذ كمرجع داخل مسار نقل الإشارة. 
[
1
]
```

## عناصر نقل الإشارة المتعلقة بالمنبع

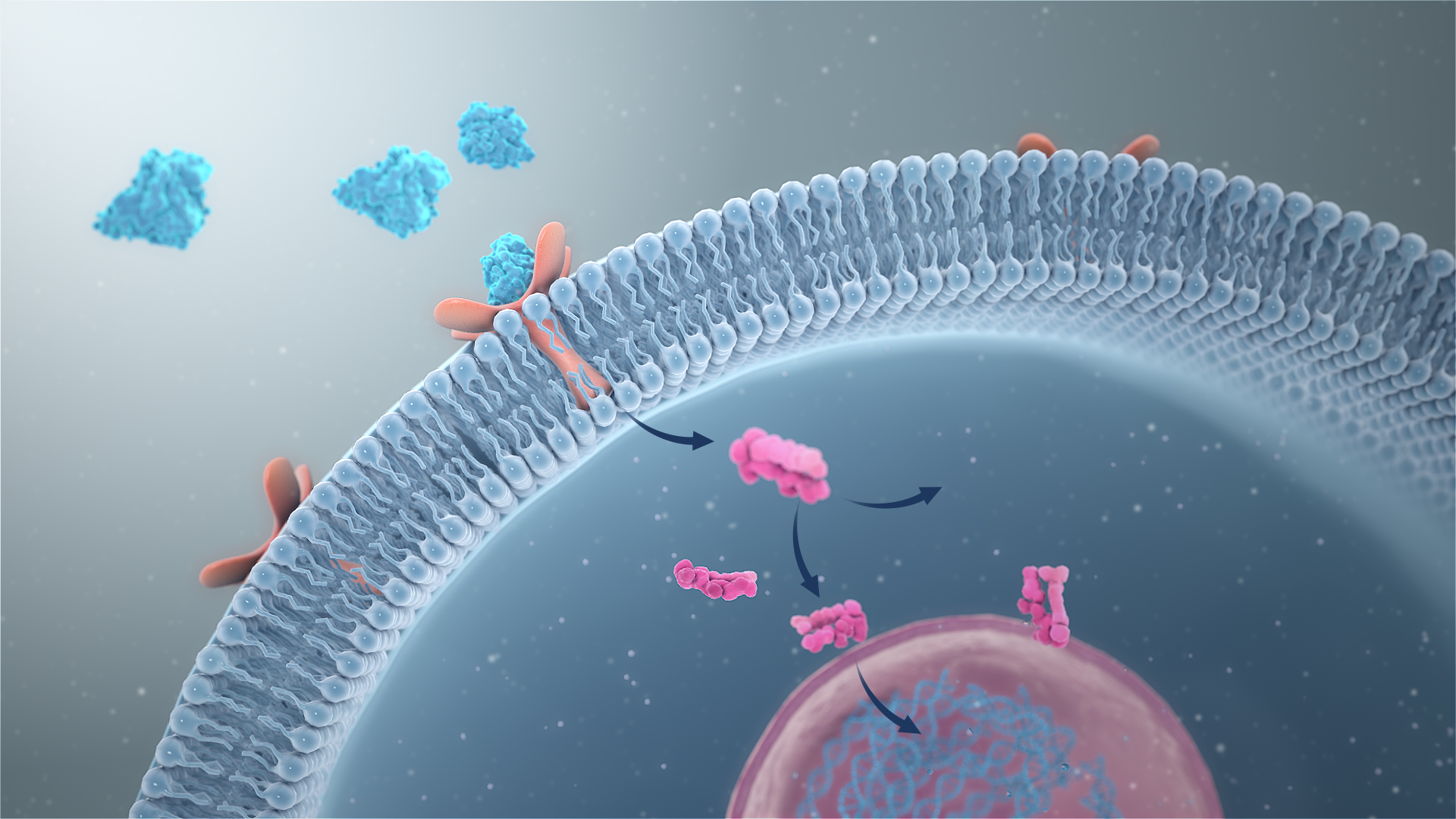
توصيل إشارة يُظهر تحول منبه إلى إشارة كيميوحيوية.

تنقل التآثرات الجزيئية الإشارة من منبع (عكس الاتجاه) إلى مصب (مع الاتجاه) المسار الجزيئي. يبدأ مسار نقل الإشارة عندما يتآثر مستقبل مع عنصر معدِّلٍ عكس الاتجاه، وهو إما منشط أو مثبط. تُحدَّد عناصر المصب التي تشكل مسار نقل الإشارة بواسطة اللجين الذي تم استقباله. ينتج عن ارتباط اللجين تغير هيئي يؤثر على وظيفة البروتين. تتناوب الرسل الثانوية على نقل الإشارات التي استقبلتها المستقبلات ونتيجة لذلك تُنشط البروتينات المؤثرة [الإنجليزية] مثل الكينازات وعوامل النسخ.

## عناصر نقل الإشارة المتعلقة بالمصب
تشكل عناصر نقل الإشارة الخاصة بالمصب (مع الاتجاه) عادة الأحداث الجزيئية التي تحدث بعد أن تُنشَّط البروتينات المؤثرة. تحفز هذه البروتينات المؤثرة تفاعلات تضخم الاستجابات الناتجة عن الإشارة. يؤدي هذا إلى تغير في وظيفة من الوظائف الخلوية وتنظيم النشاطات الخلوية. العمليات الخلوية بالنسبة لمسار نقل الإشارة هي عناصرٌ مع الاتجاه تحدث بعد تآثرات نقل الإشارة من المنبع. 